# عبدالله دمبا
عبدالله دمبا (انگلیسی: Abdoulaye Demba؛ زادهٔ ۲ نوامبر ۱۹۷۶) بازیکن فوتبال اهل مالی بود.
از باشگاه‌هایی که در آن بازی کرده است می‌توان به باشگاه فوتبال استاد لاوالوا، باشگاه فوتبال الخلیج خور فکان، باشگاه فوتبال فاسی، باشگاه فوتبال اوستنده، و باشگاه فوتبال یئوویل تاون اشاره کرد.
وی همچنین در تیم ملی فوتبال مالی بازی کرده است.